# NGC 4464
NGC 4464 (również PGC 41148 lub UGC 7619) – galaktyka eliptyczna (E3), znajdująca się w gwiazdozbiorze Panny. Odkrył ją William Herschel 28 grudnia 1785 roku. Należy do Gromady w Pannie.